# Samuel Kofi Woods
Samuel Kofi Woods (nacido en 1964) es un activista de los derechos humanos, periodista, político y académico liberiano. En 1994, Woods fundó y aún lidera la Forefront Organization, la cual documentó muchos de los abusos a los derechos humanos durante la primera guerra civil liberiana. Ganó el Reebok Human Rights Award en 1994 y recibió la medalla de los derechos humanos del Papa. Woods obtuvo su Maestría en Estudios del Desarrollo, especializado en Derecho Internacional y Organización para el Desarrollo en el Instituto de Estudios de Ciencias Sociales en La Haya, Holanda.
En el 2006 Woods fue nombrado ministro de Trabajo bajo el gobierno del presidente Ellen Johnson Sirleaf. Durante unos cambios forzosos en su gabinete en el año 2009, Woods se hizo cargo del  Ministerio de Obras Públicas.

## Recursos
- Interview with Woods at speaktruth.org
- Woods profile at globalrights.org
- Short biography at oxfordjournals.org

- Datos: Q7411926